# Mary Landry
Mary E. Landry es una funcionaria estadounidense de gestión de desastres y contralmirante retirada de la Guardia Costera de los Estados Unidos.

## Trayectoria
En abril de 2012, Landry se convirtió en la directora inaugural de Gestión y Preparación de Incidentes en la sede de la Guardia Costera. Ella es responsable de establecer, desarrollar e implementar todos los objetivos, estrategias, políticas y doctrinas de gestión de incidentes de peligro para cumplir con las responsabilidades de la Guardia Costera en la preparación y respuesta a incidentes.
Los elogios militares y los honores civiles de Landry incluyen la Medalla por Servicio Distinguido de los Guardacostas, la Legión al Mérito (tres premios), el Premio al Logro Distinguido de la Universidad de Rhode Island, el premio al Servicio Distinguido del Seamen's Church Institute River Bells, la Personalidad de la Asociación de Mujeres en el Transporte y el Comercio de EE. UU. del año 2011, New Orleans Magazine 2011 Top Female Achiever, y un doctorado honorario de Hilbert College. Tiene una licenciatura en la Universidad de Búfalo, una maestría en administración de la Universidad de Webster y una maestría en asuntos marinos de la Universidad de Rhode Island. También se graduó de la Beca de Seguridad Nacional de Harvard.